# Campeonato Brasileiro Série A 2006
In 2006 werd de 50ste editie van de Campeonato Brasileiro Série A gespeeld, de hoogste voetbalklasse van Brazilië. De competitie werd gespeeld van 15 april tot 3 december. São Paulo werd kampioen. 
Aan de competitie namen 20 clubs deel. Zij speelden in één grote groep en speelden een uit- en thuiswedstrijd tegen elk ander team in de competitie. De club met de meeste punten na 38 speelrondes, werd kampioen. Grêmio mocht meteen naar de tweede fase van de Copa Libertadores omdat Internacional de titelverdediger was. Flamengo won de Copa do Brasil en plaatste zich eveneens voor de tweede fase van de Copa Libertadores.

## Eindstand
| Plaats | Club                | Wed. | W  | G  | V  | Saldo | Ptn. |
| ------ | ------------------- | ---- | -- | -- | -- | ----- | ---- |
| 1.     | São Paulo FC        | 38   | 22 | 12 | 4  | 66:32 | 78   |
| 2.     | Internacional       | 38   | 20 | 9  | 9  | 52:36 | 69   |
| 3.     | Grêmio              | 38   | 20 | 7  | 11 | 64:45 | 67   |
| 4.     | Santos              | 38   | 18 | 10 | 10 | 58:36 | 64   |
| 5.     | Paraná              | 38   | 18 | 6  | 14 | 56:49 | 60   |
| 6.     | Vasco da Gama       | 38   | 15 | 14 | 9  | 57:50 | 59   |
| 7.     | Figueirense         | 38   | 15 | 12 | 11 | 52:44 | 57   |
| 8.     | Goiás               | 38   | 15 | 10 | 13 | 63:49 | 55   |
| 9.     | SC Corinthians      | 38   | 15 | 8  | 15 | 41:46 | 53   |
| 10.    | Cruzeiro            | 38   | 14 | 11 | 13 | 52:45 | 53   |
| 11.    | Flamengo            | 38   | 15 | 7  | 16 | 44:48 | 52   |
| 12.    | Botafogo            | 38   | 13 | 12 | 13 | 52:50 | 51   |
| 13.    | Atlético Paranaense | 38   | 13 | 9  | 16 | 61:62 | 48   |
| 14.    | Juventude           | 38   | 13 | 8  | 17 | 44:54 | 47   |
| 15.    | Fluminense          | 38   | 11 | 12 | 15 | 48:58 | 45   |
| 16.    | Palmeiras           | 38   | 12 | 8  | 18 | 58:70 | 44   |
| 17.    | Ponte Preta         | 38   | 10 | 9  | 19 | 45:65 | 39   |
| 18.    | Fortaleza           | 38   | 8  | 14 | 16 | 39:62 | 38   |
| 19.    | São Caetano         | 38   | 9  | 9  | 20 | 37:53 | 36   |
| 20.    | Santa Cruz          | 38   | 7  | 7  | 24 | 41:76 | 28   |

|  | Landskampioen en gekwalificeerd voor tweede fase Copa Libertadores 2007 |
|  | Gekwalificeerd voor tweede fase Copa Libertadores 2007                  |
|  | Gekwalificeerd voor eerste fase Copa Libertadores 2007                  |
|  | Gekwalificeerd voor Copa Sudamericana 2007                              |
|  | Degradatie naar Série B                                                 |

### Kampioen
| Campeonato Brasileiro Série A 2006 |
| São Paulo                          |
| ---------------------------------- |
| SÃO Paulo Kampioen (4° titel)      |